# Utterslev-Herredskirke-Løjtofte Sogn

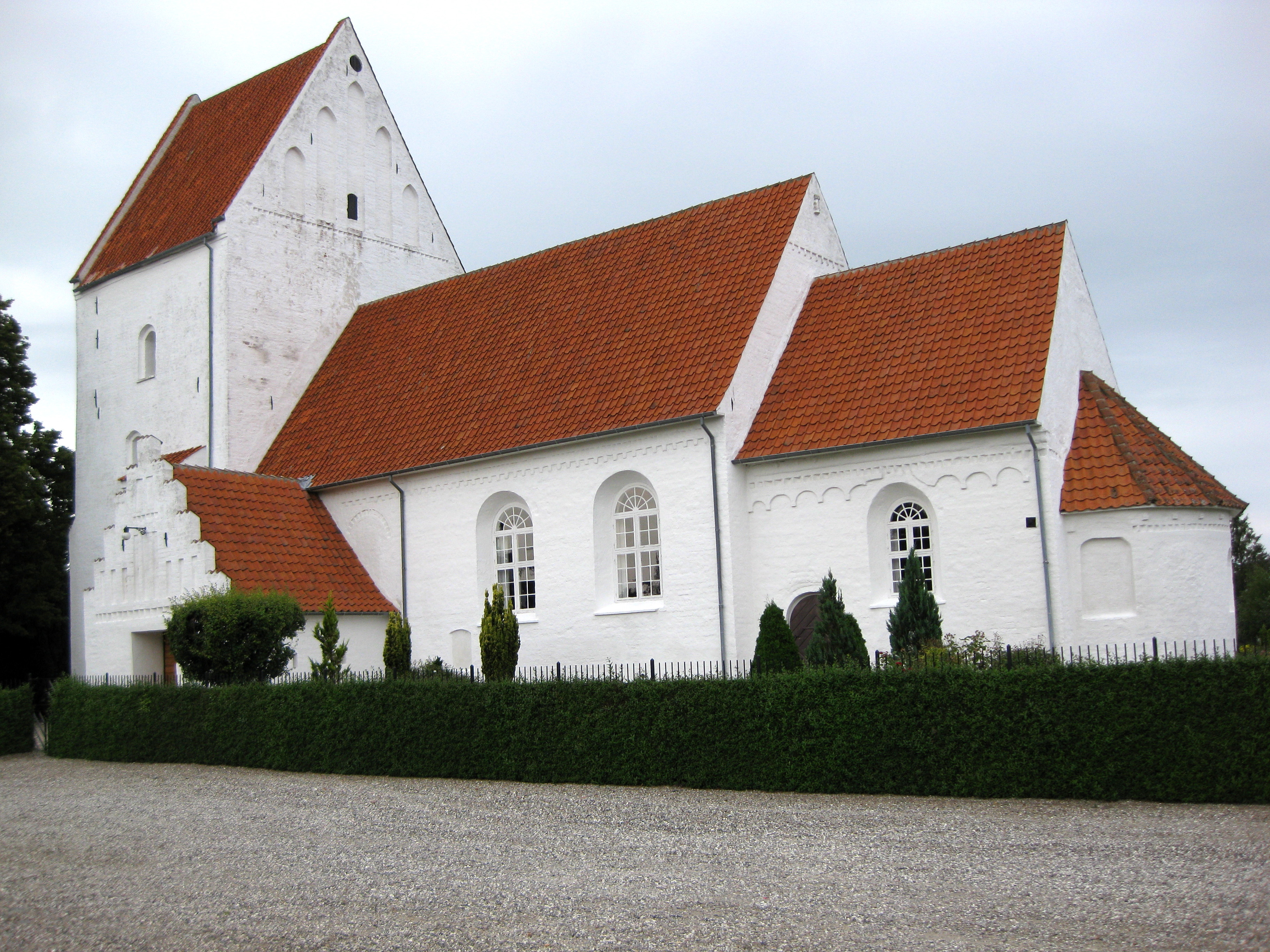
Utterslev Kirke

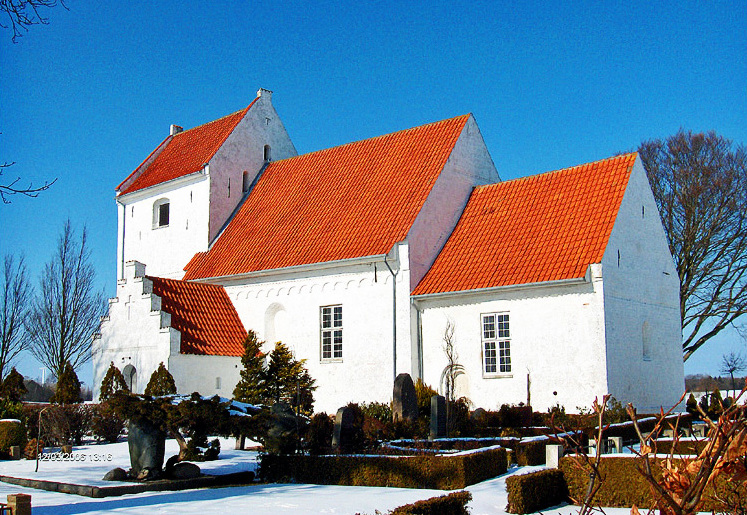
Herredskirke Kirke

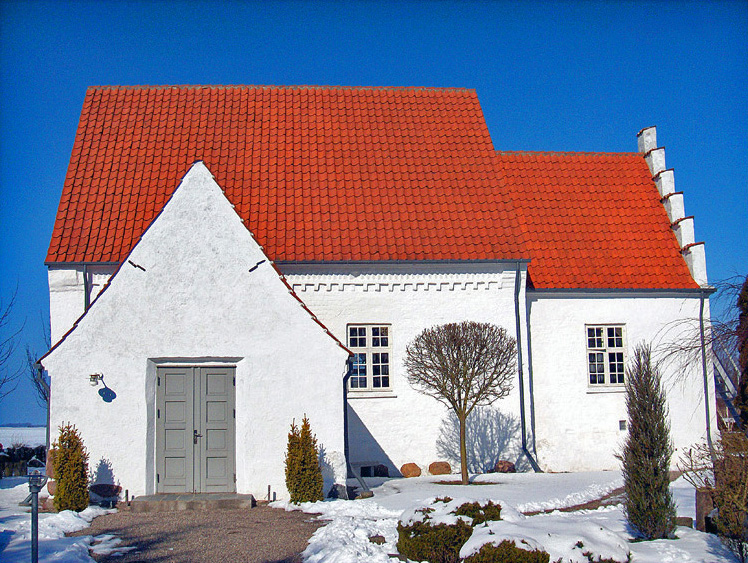
Løjtofte Kirke

Utterslev-Herredskirke-Løjtofte Sogn  ist eine Kirchspielsgemeinde (dän.: Sogn)
auf der Insel Lolland im südlichen Dänemark, die am 1. August 2016 durch Zusammenlegung von Herredskirke Sogn, Løjtofte Sogn und Utterslev Sogn entstand. Diese Zusammenlegung bezieht sich nur auf die kirchlichen Belange. In ihrer Eigenschaft als Matrikelsogne, also als Grundbuchbezirke der Katasterbehörde Geodatastyrelsen, wirken sich seit Abschaffung der Hardenstruktur 1970 solche Änderungen nicht mehr aus. Bis 1970 gehörte das Gebiet zur Harde Lollands Nørre Herred im damaligen Maribo Amt, danach zur Ravnsborg Kommune im Storstrøms Amt, die im Zuge der  Kommunalreform zum 1. Januar 2007 in der Lolland Kommune in der Region Sjælland aufgegangen ist.
Im Kirchspiel leben 644 Einwohner, davon 0 im Kirchdorf Utterslev (Stand: 1. Januar 2023).
Im Kirchspiel liegen die Kirchen „Utterslev Kirke“, „Herredskirke Kirke“ und „Løjtofte Kirke“.
Im östlich benachbarten Horslunde Sogn befindet sich eine Exklave des Utterslev-Herredskirke-Løjtofte Sogn. Nachbargemeinden sind außer dem Horslunde Sogn im Osten Nordlunde Sogn, im Südosten Halsted Sogn,  im Süden Stormarks Sogn, im Südwesten Branderslev Sogn, im Westen Sandby Sogn und Købelev-Vindeby Sogn. Im Norden grenzt das Kirchspiel an das Smålandsfarvandet.